# インセイン・クラウン・ポッシー
インセイン・クラウン・ポッシー（Insane Clown Posse）は、アメリカ合衆国のホラーコア・デュオ。頭文字を取ってICPと呼ばれる。過激な音楽活動で知られ、全米PTAが子供に絶対聞かせたくない最悪音楽グループナンバーワンに選ばれている。
ミシガン州デトロイト・デルレイ出身の白人、ヴァイオレント・J（Violent J）とシャギー・2・ドープ（Shaggy 2 Dope）によって1989年に結成。初期はシャギーの兄であるジョン・キックジャズやグリーズ・Eがメンバーであり、Jの兄・ジャンプスタディらを交えたInner City Posseとして活動していた。

## 概要

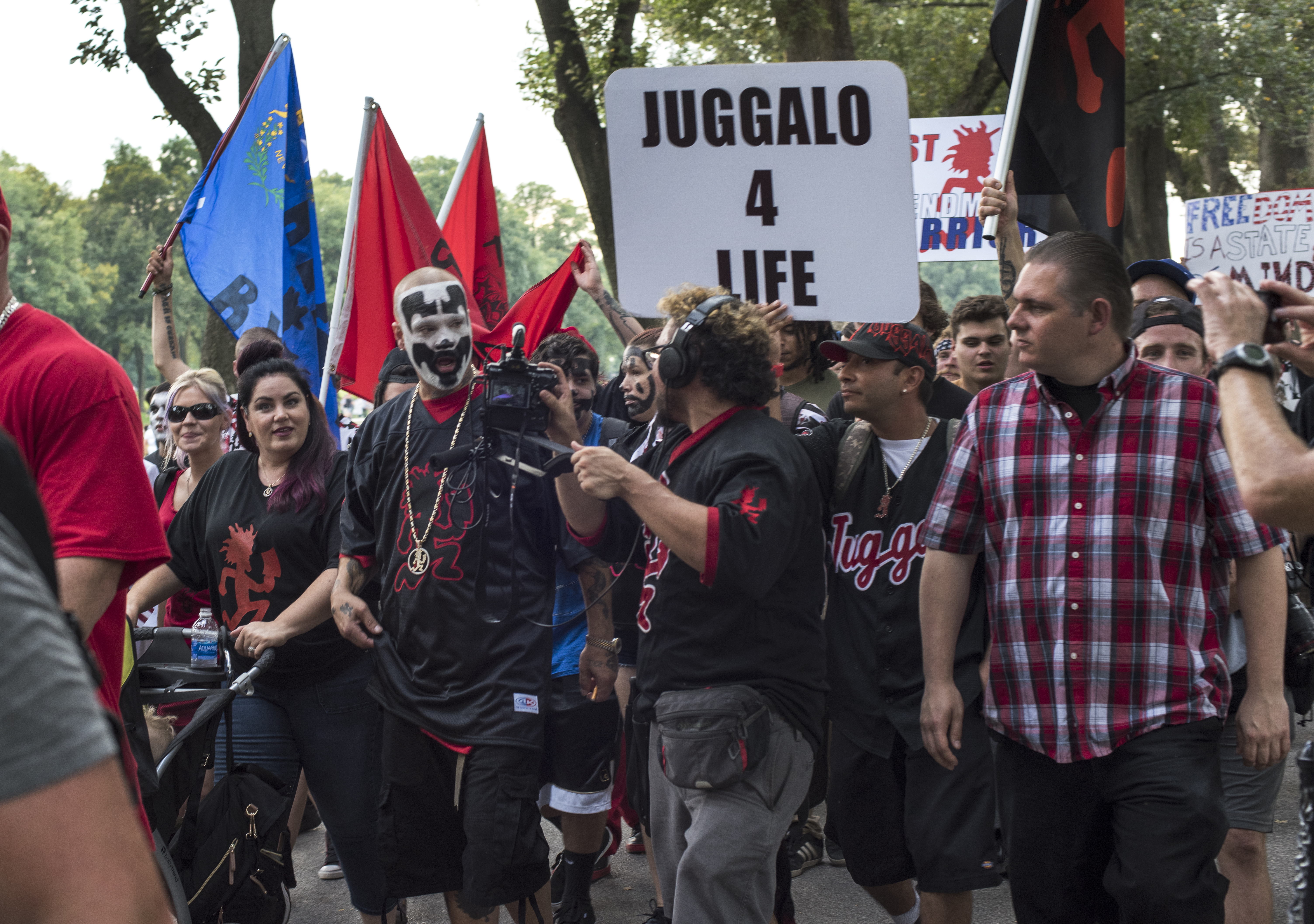

ヴァイオレント・Jは不気味な笑みを浮かべたピエロのメイク、シャギーは激怒した表情のピエロのメイクを顔に施している。
ラップの内容は二人が愛好するホラー映画からの影響を受けた悪夢的なものや、N.W.A.の影響を受けたギャングスタ・ラップや、精神異常者の猟奇趣味など多岐に渡る。1990年代後半から2000年代前半にかけては、同郷であり互いをよく知るエミネムとの激しいビーフ合戦でも話題を集めた。
1991年に盟友であり兄貴分であったEshamらと共同でサイコパシック・レコード（Psychopathic Records）を設立し、1990年代半ばよりレーベルの活動が本格的に始動。1998年からはTwiztidらサイコパシック・レコードの人気メンバーで構成されたユニット "Dark Lotus" としても活動しており、2002年からはEshamとのコラボレーション企画 "Soopa Villainz" でも活躍。近年もホラーコア系ラッパーから絶大な注目を集め、Anybody Killa（ABK）、BLAZE、Axe Murder Boyzなどが契約を勝ち得ている。
ファンが過激なことで知られ、ICPの男性ファンは総称してジャガロ（Juggalo）と呼ばれている。
二人ともプロレスへの関心が強く、ECWへのゲスト参加、1998年のWWE登場、1999年のWCW参戦などプロレス業界にも進出し、1999年にはハードコア系のインディープロレス団体JCW（Juggalo Championship Wrestling）を設立。彼ら自身も時折選手として試合に出場しており、ネット中継での実況解説も担当している。また、ヴァイオレント・Jは音楽デビュー間もない頃、レスラーとラッパーを兼業していたため、他のレスラーと比べても遜色ない動きを見せる。WCWではヴァンピーロと共闘し、"Dark Carnival" を結成。短期間ではあるがグレート・ムタもこれに参加していた。
2000年以降は歌詞の内容が「猟奇的、非行ほう助である」として複数の人権団体に訴えられる。またメディアが扱いづらい事象をICPが取り扱うため露出が減り、彼ら自身もICPの世界観を表現できる活動の場を求め、アンダーグラウンドへ移行した。それにより一般大衆の認知度は落ちたが、以降発売された3枚のアルバムはいずれもビルボードのインディーズ・チャート1位を獲得するなど、根強い人気を誇っている。

## ディスコグラフィ
- Carnival of Carnage （1992年）
- Ringmaster （1994年）
- Riddle Box （1995年）
- The Great Milenko （1997年）
- The Amazing Jeckel Brothers （1999年）
- Bizaar; Bizzar （2000年）
- The Wraith: Shangri-La （2002年）
- Hell's Pit （2004年）
- The Tempest （2007年）
- Bang! Pow! Boom! （2009年）
- The Mighty Death Pop! （2012年）
- The Marvelous Missing Link:Lost (2015年)
- The Marvelous Missing Link:Found (2015年)
- Fearless Fred Fury (2019年)